# Даукара
Даукара (каз. Дәуқара) — село в Айыртауском районе Северо-Казахстанской области Казахстана. Входит в состав Сырымбетского сельского округа. Код КАТО — 593249200.

## Население
В 1999 году население села составляло 767 человек (390 мужчин и 377 женщин). По данным переписи 2009 года, в селе проживало 540 человек (264 мужчины и 276 женщин).

## Известные жители и уроженцы
- Игибаев, Жаныбай (род. 1936) — Герой Социалистического Труда.